# Margaret Cavendish
Margaret (Lucas) Cavendish, Duquessa de Newcastle (Colchester, 1623 − Nottinghamshire, Anglaterra, 15 de desembre de 1673), va ser una notable científica, filòsofa i escriptora anglesa.
La seva vida va transcórrer en el context de la Revolució anglesa, que inclou el regnat de Carles I d'Anglaterra (1625-1649), la guerra civil (1642-1649), la proclamació de la República (1649-1660) i la restauració dels Estuard, el 1660.

## Infantesa i adolescència
Nascuda el 1623 com a Margaret Lucas en una família noble, va residir a la campanya anglesa fins als 20 anys, on va rebre formació per part de tutors privats. Llavors arribaren anys molt complicats durant els quals la seva família, monàrquica i anglicana, buscaria protecció a la cort reial.
Al 1642 se'n va anar a viure amb la seva germana a Oxford, lloc on residia la cort reial, i es va convertir en dama d'honor de la reina Enriqueta María de França (1609-1669), d'origen francès i religió catòlica. Dos anys després, la va acompanyar a l'exili a París, on va viure cert temps a la cort de Lluís XIV.

## Edat adulta
A París va conèixer William Cavendish, general de l'exèrcit anglès i futur duc de Newcastle (1592-1676) amb qui es va casar al 1645, tots dos van viure a França, Holanda, i Bèlgica.
A França, Margaret Cavendish assistí als grups de debat i tertúlies científiques de l'època, com el Cercle de Cavendish-Newcastle o el de Welbeck, on participaven pensadors com Thomas Hobbes, Pierre Gassendi, René Descartes, Christiaan Huygens, Marin Mersenne, Pierre Gassendi o Kenelm Digby.
Cavendish va participar en discussions sobre la matèria i el moviment, l'existència del buit, la percepció i el coneixement i també es va involucrar en la formulació de les primeres teories moleculars. En aquest ambient intel·lectual es desenvolupà la seva complexa filosofia científica, inclinada al racionalisme i el materialisme vitalista.
Interessada en tota mena de ciències, va ser la primera dona a ser admesa en la Royal Society de Londres, després de molts anys de desvergonyiments i menyspreus cap a la seva persona. Les seves col·leccions particulars, diverses però principalment formades de telescopis, estaven molt més ben proveïdes que les de la mateixa institució.
La duquessa va publicar sense pseudònim la seva primera novel·la, The Blazing World, al 1666. L'obra ha estat traduida al català amb el títol El món Lluminós
La seva utopia descriu un regne fantàstic en un altre món al qual es pot arribar a través del Pol Nord. Aquesta obra presenta magistralment tots els interessos de Cavendish; la literatura i la ciència, entrellaça fantasia i raó, imaginació i especulació científica.
Es considera la primera novel·la de ciència-ficció de l'època i la primera obra signada per una dona a tot Europa, per això ha estat considerada per molts una obra precursora de la ciència-ficció que inventaria anys més tard Mary Shelley.
El 1652 va començar a escriure els seus propis treballs sobre filosofia natural i cosmologia, i va publicar els llibres de poemes Poems and Fancies, el primer llibre de poesia anglesa publicat per una dona, i Philosophical Fancies. L'any 1656 publica Natures Pictures, el relat "Els esperits viatgers", ha estat publicat al català.
Després d'una obstinada insistència, Cavendish, va aconseguir assistir a una sessió d'experiments de Robert Boyle i Robert Hooke a la British Royal Philosophical Society al 1667. Després d'aquest fet la societat va prohibir l'entrada a les dones i va mantenir la prohibició fins a 1945.
Lady Margaret Cavendish va desafiar els rols de gènere i va criticar la nova ciència i els costums de la societat de la seva època. Les seves creacions més notables inclouen poemes, obres de teatre, crítiques literàries, cartes i assajos sobre ciència. Cavendish va arribar a escriure deu obres de Filosofia Natural, matèria que avui anomenem Física. Ella es referia als seus manuscrits com a "cossos de paper".

## Darrers anys i llegat intel·lectual
Ja retirada a Welbeck Abbey (Nottinghamshire), a les possessions del seu marit William, va morir sobtadament el 15 de desembre de 1673 amb només 50 anys.
Margaret Cavendish, Mad Madge, malgrat l'escàndol que va causar la seva vida d'escriptora, va publicar finalment vint-i-tres obres. La seva producció abasta no només poemes i relats, també obres de teatre, assajos científics i novel·les; les seves protagonistes són heroïnes que desafien el lideratge masculí i fins i tot fa picades d'ullet al lesbianisme i al transvestisme.
En paraules de la mateixa autora a la seva obra, un paràgraf que parla molt de la seva personalitat:
```
...L'ànima de la duquessa va contestar que confessava que era força extremada i més del que era usual i ordinari, però que la seva ambició era tal que, si era possible, no es mostrava semblant als altres en res. "
Intent
", va dir, "
ser tan singular com puc, ja que revela una naturalesa mediocre l'imitar els altres i, encara que no m'agrada ser imitada si puc evitar-ho, abans que imitar, preferiria ser imitada, perquè la meva naturalesa és tal que prefereixo semblar pitjor en la meva singularitat que millor però a la moda
".
[
17
]
```

Des de la seva posició real, va utilitzar els seus escrits per discutir l'estat de la dona al segle xvii i per qüestionar-ho tot, des del matrimoni fins a la filosofia natural. Ella va explicar que la raó dels seus treballs es trobava en el fet que “totes les accions heroiques” i “ocupacions públiques” eren denegades a les dones de la seva època.
El seu marit, després de la seva mort, va publicar un tribut on es trobaven cartes d'agraïment de les Universitats de Leiden, Cambridge i Oxford, de la biblioteca Bodleian, del Trinity College i de molts homes importants al món de l'ensenyament. Carles II va disposar que fos sepultada amb honors a l'abadia de Westminster (Londres), privilegi que es concedia únicament als personatges més rellevants del país.
```
"
Llavors qui ets tu per construir tot un món / una porció sense cap caos haver-hi oposat? / La teva imaginació creadora ha aconseguit / del no-res, amb el teu mer intel·lecte, crear tot un món / El teu Món Resplendent, per sobre de l'estel·lar / amb un foc celestial tot ho aconsegueix il·luminar
"
[
18
]
.
```

## Obres més destacades
- Farem honor a la seva memòria, citant una conversa entre la pròpia duquessa de Newcastle amb l'Emperadriu del Món Lluent a la seva obra més famosa: Prefereixo morir en una aventura de nobles assoliments que viure en la fosca i tediosa seguretat, ja que de la primera manera podré viure amb gloriosa fama, i de l'altra forma estic enterrada a l'oblit.[19]
- Poems and Fancies (1653).[9] A l'Emory Women Writers Resource Project es pot consultar una versió digitalitzada actualitzada Arxivat 2021-01-20 a Wayback Machine. d'aquesta obra.
- The World's Olio (1655)
- The Philosophical and Physical Opinions (1655)[20]
- Natures Pictures (1656)
- A True Relation of the birth, breeding and life of Margaret Cavendish (1656),[21] autobiografia.
- Orations of Divers Sorts (1662).
- Philosophical Letters (1664),[22] escrits on rebat tot el Leviatan de Hobbes.
- New Blazing World (1666),[16] 1ª utopia signada a Europa per una dona amb el seu nom real.
- The Life of William Cavendish, Duke of Newcastle (1667),[23] biografia del seu marit.
- Observations upon Experimental Philosophy (1668)[24]
- Grounds of Natural Philosophy (1668)